# Cortazar
Cortazar è una città dello stato di Guanajuato, nel Messico centrale, capoluogo dell'omonima municipalità.
La municipalità conta 34.500 abitanti e copre un'area di 334,2  km².